# Ontariói nemzetközi repülőtér
Az Ontariói nemzetközi repülőtér (IATA: ONT, ICAO: KONT) az Amerikai Egyesült Államok egyik nemzetközi repülőtere, amely Ontario közelében található. Éves utasforgalma 5 740 593 fő (2022).
Teherforgalma alapján 2023-ban az Amerikai Egyesült Államok 10. legnagyobb teherforgalmú repülőtere volt.

## Futópályák
A repülőtér futópályái:
- 08L/26R (12 197 ft, 150 ft, beton)
- 08R/26L (10 200 ft, 150 ft, beton)

## Forgalom
Az utasforgalom az elmúlt években az alábbi módon változott:
| Utasok száma | 6 121 623 | 6 405 097 | 6 578 005 | 6 517 050 | 7 049 904 | 4 866 367 | 3 969 974 | 4 238 401 | 2 538 482 | 6 430 033 |
|              | 1992      | 1995      | 1999      | 2002      | 2006      | 2009      | 2013      | 2016      | 2020      | 2023      |

## Légitársaságok és úticélok

### Személy
2025-ben a Ontariói nemzetközi repülőtérről az alábbi járatok indulnak:
| Légitársaság        | Célállomások | Források |
| ------------------- | --- | -------- |
| Alaska Airlines     | Portland (OR), Seattle/Tacoma | [ 2 ]    |
| American Airlines   | Charlotte, Dallas/Fort Worth, Phoenix–Sky Harbor | [ 2 ]    |
| American Eagle      | Phoenix–Sky Harbor | [ 2 ]    |
| Avelo Airlines      | Santa Rosa | [ 4 ]    |
| Avianca El Salvador | San Salvador | [ 2 ]    |
| China Airlines      | Taipei–Taoyuan | [ 2 ]    |
| Delta Air Lines     | Atlanta, Salt Lake City | [ 2 ]    |
| Delta Connection    | Salt Lake City, Seattle/Tacoma | [ 2 ]    |
| Frontier Airlines   | Denver, Houston–Intercontinental, Las Vegas, Portland (OR), Sacramento, Salt Lake City, San Francisco, Seattle/Tacoma Szezonális: Dallas/Fort Worth, Phoenix–Sky Harbor  | [ 2 ]    |
| Hawaiian Airlines   | Honolulu | [ 2 ]    |
| JetBlue             | Szezonális: New York–JFK | [ 2 ]    |
| Southwest Airlines  | Austin, Baltimore (2025. június 5-től), Chicago–Midway, Dallas–Love, Denver, Houston–Hobby, Las Vegas, Nashville, Oakland, Phoenix–Sky Harbor, Sacramento, San Jose (CA) | [ 2 ]    |
| United Airlines     | Denver, San Francisco Szezonális: Houston–Intercontinental | [ 2 ]    |
| United Express      | Denver, Houston–Intercontinental, San Francisco | [ 2 ]    |
| Volaris             | Guadalajara | [ 2 ]    |

### Teher
| Légitársaság           | Célállomások |
| ---------------------- | --- |
| Alpine Air Express     | Szezonális: Oxnard |
| Amazon Air             | Atlanta, Austin, Baltimore, Charlotte, Chicago/Rockford, Cincinnati, Dallas/Fort Worth, Denver, Fort Worth/Alliance, Hartford, Honolulu, Kailua-Kona, Lakeland, Lihue, Miami, Minneapolis/St. Paul, Portland (OR), Seattle/Tacoma, St. Louis, Wilmington (OH) |
| Ameriflight            | Bakersfield, Blythe, Burbank, Fresno, Imperial/El Centro, Lancaster, Mojave, Oxnard, Palm Springs, San Diego, San Luis Obispo, Tijuana, Visalia |
| Amerijet International | Miami, Philadelphia, San Juan |
| Asia Pacific Airlines  | Greensboro Szezonális: Portland (OR), Seattle–Boeing |
| Atlas Air              | Baltimore, Cincinnati, Fort Worth/Alliance, Kahului, Kailua-Kona |
| FedEx                  | El Paso, Fort Worth/Alliance, Honolulu, Indianapolis, Kansas City, Los Angeles, Memphis, Newark, Oakland, Portland (OR), Reno/Tahoe, Sacramento, Salt Lake City, San Diego, Seattle/Tacoma |
| FedEx Feeder           | Bakersfield, Bishop, Imperial/El Centro, Inyokern, Palmdale, San Diego, San Luis Obispo, Santa Barbara, Santa Maria |
| Kalitta Air            | Szezonális: Honolulu, Philadelphia, Sacramento–Mather |
| United Parcel Service  | Albuquerque, Anchorage, Billings, Boise, Chicago/Rockford, Columbia (SC), Dallas/Fort Worth, Denver, Des Moines, El Paso, Fargo, Fort Lauderdale, Fresno, Hartford, Hong Kong, Honolulu, Houston–Intercontinental, Kahului, Kailua-Kona, Los Angeles, Louisville, Miami, Newark, New York–JFK, Oakland, Omaha, Orlando, Philadelphia, Phoenix–Sky Harbor, Portland (OR), Providence, Raleigh/Durham, Reno/Tahoe, Sacramento–Mather, Salt Lake City, San Bernardino, San Diego, Seattle–Boeing, Sioux Falls, Spokane, Tokyo–Narita Szezonális: Lansing, Manchester (NH), Minneapolis/St. Paul |